# Orestes Calpini
Orestes Calpini est un animateur et réalisateur américain né le 17 mars 1911 et mort en décembre 1974.
Il a travaillé dans les Studios Fleischer.

## Filmographie partielle

### comme animateur
- 1937 : Popeye rencontre Ali Baba et les 40 voleurs (Popeye the Sailor Meets Ali Baba's Forty Thieves) de Dave Fleischer et Willard Bowsky
- 1939 : Les Voyages de Gulliver (Gulliver's Travels) de Dave Fleischer et lui-même
- 1941 : Douce et Criquet s'aimaient d'amour tendre (Mister Bug Goes to Town) de Dave Fleischer

### comme réalisateur
- 1939 : Les Voyages de Gulliver (Gulliver's Travels)